# 이치노세키역
이치노세키역(一ノ関駅、いちのせきえき 이치노세키에키[*])은 일본 이와테현 이치노세키시에 위치한 동일본 여객철도 소속 철도역이며, 도호쿠 신칸센과 도호쿠 본선,
의 정차역이며, 오후나토 선의 종착역이다. 승강장 구조로는 신칸센 2면 2선, 도호쿠 본선을 비롯한 일반 철도선은 2면 3선이다.

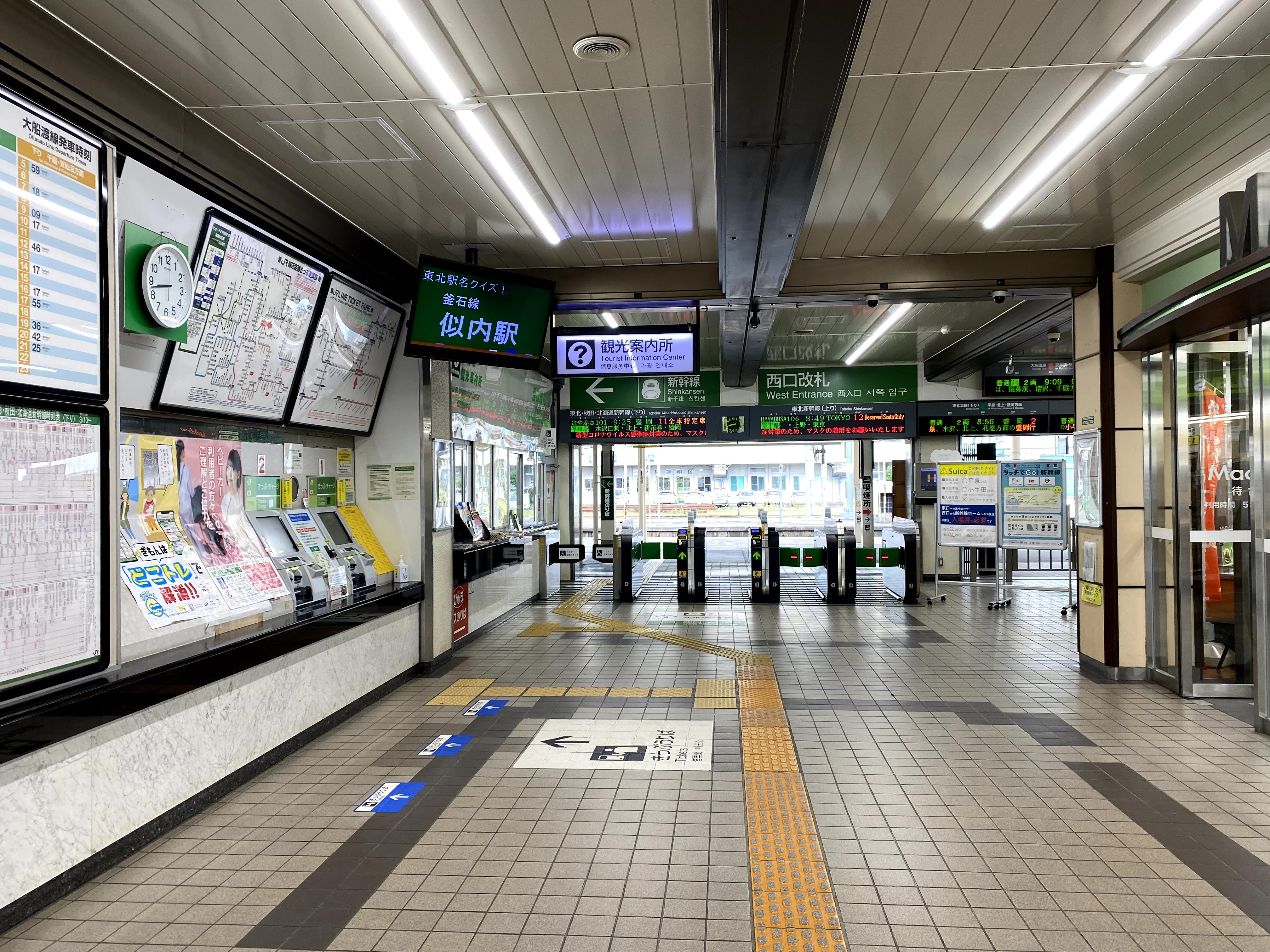
개찰구 (서쪽 출구)

## 승강장
| 1  | ■ 도호쿠 본선      | (상행) | 고고타 · 마쓰시마 · 도쿄 방면            |                       |
| 1  | ■ 도호쿠 본선      | (하행) | 히라이즈미 · 기타카미 · 모리오카 방면    | 하루에 2대            |
| 1  | ■ 침대 열차 (특급) | (하행) | 모리오카 · 삿포로 방면                   |                       |
| 2  | ■ 도호쿠 본선      | (하행) | 히라이즈미 · 기타카미 · 모리오카 방면    | 정기열차는 하루에 1대 |
| 2  | ■ 도호쿠 본선      | (상행) | 고고타 · 마쓰시마 · 센다이 방면          |                       |
| 3  | ■ 오후나토 선      |        | 게이비케 · 게센누마 · 사카리 방면        |                       |
| 3  | ■ 도호쿠 본선      | (하행) | 히라이즈미 · 기타카미 · 모리오카 방면    | 정기열차는 하루에 1대 |
| 11 | ■ 도호쿠 신칸센    | (하행) | 모리오카 · 신아오모리 · 아키타 방면      |                       |
| 12 | ■ 도호쿠 신칸센    | (상행) | 센다이 · 우쓰노미야 · 오미야 · 도쿄 방면 |                       |

## 인접 역
| 동일본 여객철도 도호쿠 신칸센 | 동일본 여객철도 도호쿠 신칸센 | 동일본 여객철도 도호쿠 신칸센  |
| ----------------------------- | ----------------------------- | ------------------------------ |
| 구리코마 고원 도쿄 방면       | □ 신칸센 "하야테", "야마비코" | 미즈사와에사시 신아오모리 방면 |
| 동일본 여객철도 도호쿠 본선   |                               |                                |
| 아리카베 도쿄 방면            | ■ 도호쿠 본선                 | 야마노메 모리오카 방면         |
| 동일본 여객철도 오후나토 선   |                               |                                |
| 시·종착역                     | ■ 오후나토 선                 | 마타키 방면 사카리 방면        |

## 역 주변
- 이치노세키 상공회관
- 이치노세키 문화센터.체육관
- 이와테니치니치 신문 본사
- 동북일본전기 본사.공장